# Сводин
Сводин (слч. Svodín, мађ. Szőgyén) насељено је мјесто са административним статусом сеоске општине (слч. obec) у округу Нове Замки, у Њитранском крају, Словачка Република.

## Становништво
| Година:    | 1994. | 2004.   | 2014.   | 2024.   |
| ---------- | ----- | ------- | ------- | ------- |
| Број људи: | 2634  | 2630    | 2517    | 2354    |
| Разлика:   |       | -0,15 % | -4,29 % | -6,47 % |

| Година:    | 2023. | 2024.   |
| ---------- | ----- | ------- |
| Број људи: | 2370  | 2354    |
| Разлика:   |       | -0,67 % |

Према подацима о броју становника из 2011. године насеље је имало 2.574 становника.